# Weiber, es isch Zeit!
Weiber, es isch Zeit! è il secondo album in studio della cantante austriaca Hannah Hofer, pubblicato il 20 settembre 2013 su etichetta discografica Sony Music Entertainment Germany.

## Tracce
1. Weiber, es isch Zeit! – 3:05
2. Zoags mir – 3:17
3. Schön, dass es dich gibt – 2:55
4. I halts nit aus – 3:16
5. Bua, nimm dein Huat – 3:04
6. Soll i dein Engerl sein – 3:05
7. Weil i bin a Diandl – 3:24
8. Jetzt oder nie – 2:51
9. Barfuss – 3:07
10. Wer hat Angst vorm schwarzen Mann – 3:41
11. Wenn man's nimmt, wie's halt kimmt – 2:51
12. Die Diandljäger – 3:03
13. Liab mi – 2:46
14. A Schlafliadl – 3:06

## Classifiche
| Classifica (2013) | Posizione massima |
| ----------------- | ----------------- |
| Austria           | 3                 |